# Biogeocenoză
Prin biogeocenoză se înțelege un complex natural unitar, format din biocenoză și biotop sau ecotop (constând din edatop - solul, climatop - caracteristici climatice, morfotop - topografia și hidrotop - regimul apelor), respectiv acea porțiune din suprafața Pământului în care biocenoza (fitocenoza, zoocenoza, microbiocenoza) și părțile corespunzătoare din litosferă, pedosferă, atmosferă și hidrosferă rămân omogene, alcătuind în ansamblu un complex unitar (Vladimir Nikolaevici Sukacev).
Alt autor (Lorentz Jäntschi), formulează aceeași definiție astfel: biogeocenoza este formată din comembrii biocenozei (plante, animale, microorganisme), la care se adaugă natura nevie ce îi înconjoară (sol, ape subterane, straturile inferioare ale troposferei)
Cu alte cuvinte, biogeocenoza este o asociație de elemente vii și de mediu (plante, animale, litologie, condiții climatice, acvatice și edafice) pe o anumită suprafață omogenă a Pământului, cu un anumit tip de interrelație între toate componentele sale.
O altă definție arată că biogeocenoza reprezintă totalitatea organismelor, al căror biotop reprezintă mediul subteran. Geobiocenoza se împarte în:
- Geofili;
- Geoxeni;
- Geobionți.

Sinonime: geobiocenoză, ecosistem, geosistem.